# کالایوکی
کالایوکی (به لاتین: Kalajoki) یک شهرک در فنلاند است که در اوستروبوتنیای شمالی واقع شده‌است. این شهرک در سال ۲۰۱۷ میلادی ۱۲٬۵۳۳ نفر جمعیت داشته‌است.

## خواهرخوانده
شهر ایزومو خواهرخواندهٔ کالایوکی هست.